# 太阳射线
太阳炮或太阳射线是一种存在于理论中的太空武器，它利用安装在卫星上的凹面镜将阳光集中到地球表面的一小块区域产生极高热量以攻击目标。

## 历史
1929年，德国物理学家赫尔曼·奥伯特制定了空间站计划，该计划将使用100米宽的凹面镜将阳光聚焦到地球上的一点来对地面目标进行攻击。 
后来，在第二次世界大战期间，希勒斯莱本德国陆军炮兵试验场的一群德国科学家开始扩展奥伯特的想法，即创造一种可以利用太阳能的奇迹武器。

## 计划
用钠制造面积达9平方千米的巨大反射镜，发射到距地面8200千米的轨道地方反射阳光，将热量集中到地面一点，让海洋沸腾或城市燃烧。在受到美国军官的询问后，德国人声称太阳射线可以在50年或100年内完成。
随着卫星星座的部署和验证，也有人提出将它们用作太阳射线。理论上，数百个低成本反射镜可以用于集中太阳光并将其聚焦到目标，而不是使用巨大的单独镜子。

## 流行文化
- 《机动战士高达0079》[5]
- 《生化危机：启示录》[5]
- 《新鐵金剛之不日殺機》[5]

## 相关内容
- 阿基米德热射线（英语：Archimedes' heat ray），据称是一种古代装置，可将太阳光线武器化
- 聚光太阳能热发电
- 太空镜（气候工程）（英语：Space_mirror_(climate_engineering)）
- 太空太阳能
- 太阳能炉（英语：Solar furnace）